# アイラオンライン
『アイラオンライン』（Aila Online）は、SONOVが開発しWeMade Onlineが運営していたMMORPGPCオンラインゲーム。

## 概要
『アイラオンライン』は韓国のMMORPG"N.E.O Online"の日本版のタイトルである。しかし、"N.E.O Online"およびその前身である"LIFE Online"では対人戦に関する要素の充実を優先させていたものを、WeMade Onlineからの要望により生産およびコミュニケーションに関する要素を充実させるように方針転換を行っている。
2010年11月30日に韓国版N.E.O Onlineのサービス終了・運営チームが解散された影響で日本版に当たる本作も2011年1月27日にサービスを終了した。

## 特徴
キャッチフレーズは「生活型オンラインゲーム」。ロゴに記された文字から"Aila"は"Another Ideal Life Adventure"の略語であると読み取れる。
基本プレイ料金は無料であり、その上でアイテム課金を行っている。

## サーバー

### 稼働中
- リリィ（2010年10月14日～サービス終了）

### 稼働終了
- パラルス（オープンβテスト～）
- ルシリス（サービス開始～）

2010年10月14日にリリィサーバーに統合された。

## 主なゲームシステム

### キャラクター
ゲーム中に言葉を発する非人間キャラクターが存在するものの、プレイヤーキャラクターの種族は人間のみである。また、キャラクターに明確なクラス（職業）が存在しないスキル制をとっている。

### 経験値とレベルアップ
敵を倒す、クエストをこなすことにより経験値を得ることができ、一定の経験点を獲得するごとにキャラクターのレベルが上昇する。
このレベルアップごとにキャラクターは能力値ポイントとスキルポイントを受け取る。

### 能力値とステータス
能力値には、力、器用、知能、体力、敏捷、精神の6種類が存在し、上記の能力値ポイントを消費することで強化する。これらの能力値がHP、MP、攻撃値（近距離攻撃、遠距離攻撃、魔法攻撃、命中およびクリティカル）、防御力（回避、防御、近距離耐性、遠距離耐性、魔法耐性）に影響する。
また、上記能力値に関係しないステータスとして名声（クエストのクリア等で獲得でき、装備や一部アイテムの購入時に必要となる）、SP（攻撃を行ったり受けたりするごとに上昇し、特定のスキル使用や時間経過により減少する）が存在する。

### 装備
キャラクターは頭、胸、足、腕、右手、左手の6箇所それぞれに装備と守護石と呼ばれる宝石を装備することができる。特筆すべき点としては、武器はその種別に対して、それ以外はその装着部位に対して見た場合、同レベルのキャラクターが着用可能で店で購入可能な装備に数値上の差異が存在せず、また、着用可能なレベルの差による装備の性能差が（守護石のそれと比較して）少ないという点が挙げられる。
守護石は能力値以外のステータスや、移動・攻撃・キャスト速度を強化するが、ランクの高いものなどには能力値を強化するものもある。

### スキル
上記のとおり『アイラオンライン』にはキャラクタークラスが存在しないため、キャラクターを特徴付けるのはスキルである。
スキルの習得・レベルアップはゲーム内の店などで販売しているスキルブックを読み、上記のスキルポイントを消費することで行う。ただし、スキルブックを使用可能なレベル・能力値の下限が決まっており、これらのいずれかが下限未満ならばスキルの習得・レベルアップを行えない。また、レベルの存在するスキルにはそのスキルおよびレベルごとに経験値が存在し、そのスキル経験値が最大値にならないと次のレベルを習得できない。
スキルには大まかに戦闘・魔法・生活の3種類がある。
戦闘スキルは杖以外の武器および盾を使用して攻撃や防御を行うスキルであり、SPを消費して発動する。対応する武器を装備していないと使用できない。
魔法スキルは文字通り魔法による攻撃・回復・味方の強化・敵の弱体化を行うスキルであり、MPを消費して発動する。一部杖を装備していないと使用できないスキルが存在するが、それ以外のスキルは装備による使用制限はない。
生活スキルは上記以外のスキルであり、物品を採集するスキル、物品を作成するスキル、それら以外（休憩、パーティの結成、他者との取引、個人商店の出店、焚き火）に分けられる。物品作成の結果によっては店で販売するものと同型ながらそれよりも高性能な装備を得られる。

### カオス値
マップ内の要所に「バインドストーン」というオブジェクトが存在する。バインドストーンはキャラクターの復活・ワープ位置の設定に使われるが、それ以外にキャラクターを「シグネット」と呼ばれる特殊な状態にすることができる。シグネット時のキャラクターは以下の能力を獲得する。
- 倒した敵が「守護石の砂」というアイテムを落とすようになる。守護石の砂は物品作成などに使用される。
- 「カオスコア」という特殊なアイテムを持つ敵を倒すとそのカオスコアを吸収する。100個吸収すると一定時間パワーアップすることができる。

カオスコアは敵にとって強化アイテムとして働き、通常の同種の敵と比較してカオスコアを持つ敵はその個数に応じて強力になる。通常時に現れる敵はカオスコアを0個〜3個所持した状態で現れるが、カオスタイム（後述）時は4個所持した状態で現れる。
シグネット時のキャラクターがカオスコアを持つ敵を倒すごとにその地域の「カオス値」という値が徐々に上昇し、カオス値に応じて、その地域に現れる敵がカオスコアを持つ確率が増える。カオス値が100%に達すると、その地域が「カオスタイム」と呼ばれる特殊な時間に変化する。
通常のフィールドと比較してカオスタイム時のフィールドには以下の変化が起こる。
- カオスタイム時に現れた敵は必ずカオスコアを4個持つようになり、非常に強力になる。
- 通常時はプレイヤーの生産のための素材を提供しているゴーレムがプレイヤーを攻撃するようになる。
- このゲームは敵を捕縛し、町の中の檻へ移送するというミニゲームが存在するが、その捕縛された敵が檻を出て暴れだす。
- BGMがカオスタイム専用のものに変化する。

また、カオスタイム開始時にレベルが適合する地域にいたキャラクターは、カオスタイム中を戦闘時間とする「カオスバトル」と呼ばれる特殊な団体戦に参加することができる。

## 歴史
- 2010年3月26日 - クローズドβテスト開始
- 2010年4月22日 - オープンβテスト開始

オープンβテスト時に作成されたキャラクターは正式サービス開始後もそのまま使用できる。
- 2010年4月28日 - 正式サービス開始
- 2010年11月4日 - ハンゲームIDの利用開始
- 2011年1月27日 - サービス終了